# Censimento generale della popolazione e delle abitazioni
Il censimento generale della popolazione e delle abitazioni è, in Italia, una rilevazione annuale affidata all'Istituto nazionale di statistica (ISTAT). Il suo ambito prevedeva la raccolta di informazioni numeriche sulla popolazione residente, sulle abitazioni e sugli edifici. Oltre al conteggio della popolazione doveva analizzare anche i suoi caratteri statistici. In maniera minore era prevista l'analisi della popolazione temporaneamente presente nel Paese, sulla quale si rilevavano solamente informazioni sommarie. Il censimento generale della popolazione si effettuava in Italia ogni dieci anni, nell'anno terminante con 1, con l'eccezione degli anni 1891 (per difficoltà finanziarie) e 1941 (per motivi bellici), mentre ne fu aggiunto uno nel 1936, secondo un programma non mantenuto di rendere le rilevazioni generali a cadenza quinquennale. Dal 1951 il censimento della popolazione è stato aggregato a quello delle abitazioni. Nel 2011 è stato effettuato l'ultimo censimento con cadenza decennale, poi dal 2018 in poi il censimento si è fatto tutti gli anni.

## Scopo
Finalità principale del censimento della popolazione è di raccogliere dati relativi al numero della popolazione per microaree o sezioni di censimento. Esso consente anche di definire la popolazione legale in base agli art. 56 e 57 della Costituzione dei comuni e delle Regioni ed infine aggiornare le anagrafi comunali della popolazione residente tramite la procedura detta di confronto censimento anagrafe. Gli scopi del censimento sono fissati nel  DPR n. 276 del 22 maggio 2001.

## Metodologia
I censimenti della popolazione in Italia sono effettuati con il cosiddetto metodo classico (o censimento tradizionale), consistente nella somministrazione di un questionario, per autocompilazione e talvolta intervista, destinato agli intestatari di scheda (già capifamiglia). Esistono diversi modelli di tale strumento di rilevazione: il foglio di famiglia, quello di convivenza, degli edifici, dei numeri civici.
Le informazioni richieste riguardano la fotografia dell'Italia in un particolare giorno dell'anno (variabile a ogni censimento):
- l'abitazione (le sue caratteristiche)
- le persone della famiglia (dati anagrafici, titolo di studio, professione, luogo in cui si svolge l'attività di studio/lavoro)
- le persone che non abitano abitualmente nell'alloggio: ospiti, occasionalmente dimoranti, temporaneamente ivi presenti, ma residenti altrove

I questionari per le famiglie possono essere di due colori, verde o rosso: nel primo, più corto, sono richieste solo le informazioni primarie come nome, cognome, data di nascita, tipo di lavoro e superficie della casa d'abitazione, mentre il secondo, più lungo, richiede informazioni statistiche aggiuntive rispetto all'abitazione (riscaldamento, posto auto ecc.).
Dal 2011 i questionari non sono più anonimi e ogni famiglia è classificata in base a un numero progressivo collegato al questionario; è prevista una sanzione in caso di occultamento al censimento variabile da 200 a 2 500 euro.
L'unità di rilevazione del censimento demografico sono le famiglie e le convivenze; l'unità di rilevazione del censimento delle abitazioni sono, appunto, le abitazioni, abitate e non. L'unità territoriale di base su cui vengono rilevati i dati è la sezione. Il territorio nazionale è stato suddiviso in sezioni: ognuna di circa 250 famiglie.
Nel 15º censimento (2011) fu per la prima volta possibile compilare il questionario sulle persone via web, dal sito dell'Istat, mentre i questionari furono consegnati dalle Poste Italiane a tutti i 60 626 442 residenti iscritti in anagrafe al 31 dicembre 2010.

## Cronologia
| N.   | Data             | Superficie in km² | Popolazione residente | Popolazione presente |
| ---- | ---------------- | ----------------- | --------------------- | -------------------- |
| I    | 31 dicembre 1861 | 248 032           | 22 182 377            | 21 777 334           |
| II   | 31 dicembre 1871 | 285 930           | 27 303 509            | 26 801 154           |
| III  | 31 dicembre 1881 | 285 948           | 28 953 480            | 28 459 628           |
| IV   | 10 febbraio 1901 | 285 948           | 32 965 504            | 32 475 253           |
| V    | 10 giugno 1911   | 285 948           | 35 845 048            | 34 671 377           |
| VI   | 1º dicembre 1921 | 310 144           | 39 943 528            | 37 932 120           |
| VII  | 21 aprile 1931   | 310 079           | 41 651 000            | 41 176 671           |
| VIII | 21 aprile 1936   | 310 190           | 42 943 602            | 42 918 726           |
| IX   | 4 novembre 1951  | 301 201           | 47 515 537            | 47 158 738           |
| X    | 15 ottobre 1961  | 301 224           | 50 623 569            | 49 903 978           |
| XI   | 24 ottobre 1971  | 301 252           | 54 136 547            | 53 770 371           |
| XII  | 25 ottobre 1981  | 301 263           | 56 556 911            | 56 335 678           |
| XIII | 20 ottobre 1991  | 301 302           | 56 778 031            | 56 764 854           |
| XIV  | 21 ottobre 2001  | 301 338           | 56 995 744            | 56 133 039           |
| XV   | 9 ottobre 2011   | 301 340           | 59 433 744            | 60 457 909           |

## Censimento permanente
Dal 2018 il censimento è diventato permanente, a cadenza annuale, prevedendo per ciascun anno due indagini campionarie sul territorio: una basata sulle liste anagrafiche e l'altra su un campione areale di indirizzi e coinvolge solo un campione rappresentativo di 1,4 milioni di famiglie. Nel 2020 le due rilevazioni sono state sospese a causa della pandemia di COVID-19. Con la rilevazione del 2021 si è concluso il primo ciclo della rilevazione permanente.